# Sociedad Chilena de Ciencia de la Computación
La Sociedad Chilena de Ciencia de la Computación (SCCC) es una corporación de carácter científico fundada en 1984 con el objetivo de estimular la investigación en Computación en Chile. Organiza, patrocina y auspicia reuniones científicas y fomenta la publicación de trabajos en el área, como la Revista Electrónica de la Sociedad Chilena de Ciencia de la Computación y las Jornadas chilenas de computación. También promueve el mejoramiento de la enseñanza de la Computación en Chile y la participación de estudiantes en los eventos científicos.

## Historia
Fue fundada en 1984. Su primer presidente fue el ingeniero civil y doctor en Ciencias de la computación Pedro Hepp.
Actualmente, su directorio está presidido por la ingeniera y académica de la Universidad Diego Portales, Beatriz Marín, quien es además la primera mujer en ocupar ese puesto.

## Vinculación internacional
La SCCC se relaciona con otras sociedades científicas y profesionales de Chile y el extranjero, y asesora a organismos gubernamentales y privados en asuntos de carácter científico.
Es miembro del Centro Latinoamérica de Estudios en Informática (CLEI) y es sociedad hermana de la Association for Computing Machinery (ACM), de la Computer Society del Institute of Electrical and Electronic Engineers (IEEE), de la Sociedad Mexicana de Ciencia de la Computación (SMCC), de la Sociedade Brasileira de Computação (SBC) y de la Sociedad Argentina de Informática (SADIO).